# عبد الله البلوشي (لاعب كرة قدم إماراتي)
عبد الله سلطان ناصر البلوشي (مواليد 21 مارس 1999) لاعب كرة قدم إماراتي يجيد اللعب في الوسط مع نادي بني ياس في دوري الخليج العربي الإماراتي.